# غونزالو بارينتوس
غونزالو بارينتوس (بالإنجليزية: Gonzalo Barrientos)‏ هو سياسي أمريكي، ولد في 20 يوليو 1941. انتخب عضو مجلس نواب تكساس وانتخب عضو مجلس ولاية تكساس.